# TheShow
I theShow sono un duo di youtuber e personaggi televisivi italiani composto da Alessio Stigliano (Milano, 4 gennaio 1991) e Alessandro Tenace (Milano, 10 marzo 1991), fondato nel 2013.
Il canale ha importato sul solco dell'esperienza statunitense scherzi ed esperimenti sociali.

## Storia
Conosciutisi in tenera età, essendo cresciuti nella stessa zona di Milano, sin da piccoli condividono la passione per lo spettacolo, iniziando ad esibirsi in quello che chiamavano Gina e Pina Show, una sorta di vari sketch in cui interpretavano due anziane signore milanesi sedute su una panchina. Alessandro frequenta il liceo scientifico "Albert Einstein" di Milano e il loro percorso si divide, ma solo accademicamente, all'università, dato che Alessio sceglie Architettura ambientale presso il Politecnico di Milano, mentre Alessandro Ingegneria dell'automazione nello stesso ateneo. Nell'ottobre 2013 aprono un canale su YouTube denominato theShow; il primo video pubblicato è "Metodi di spesa alternativi". Oltre ad aver ottenuto successo con filmati di vario genere, inclusi scherzi di diversa natura, hanno il merito di aver portato in Italia il concetto di "esperimento sociale" ("Dormire sulla gente" il primo pubblicato), il quale, da tempo radicato nel panorama statunitense, ha come punto in comune quello di far riflettere gli spettatori su aspetti importanti della società.
Per due anni consecutivi sono stati premiati ai Web Show Awards nella categoria "Revelation" (2014) e "Top Prank" (2015); nell'ottobre 2016, avendo raggiunto il milione di iscritti, hanno ricevuto il Golden Play Button da YouTube, mentre poco tempo più tardi pubblicano il libro Fallo. Il futuro è nelle tue mani, contenente «teorie inutili ed esercizi pratici per vincere le paranoie ed essere vergognosamente felici».
Tra il 2014 e il 2015 sono stati autori e attori delle candid camera per Quanto manca (Rai 2) e Fattore umano (Italia 1). Nel 2016 su Rai 2 si fanno conoscere al piccolo schermo partecipando nei panni de "I Socialisti" alla quinta edizione di Pechino Express, al termine della quale risultano campioni. Nel 2017 sono invece protagonisti su Rai 2 in veste di inviati della seconda e terza stagione del talk show Nemo - Nessuno escluso, su MTV in Prank and the City, un programma nel quale mettono alla prova gli stereotipi delle principali città italiane, e anche su Rai 4 dove prendono parte a Social House, con l'obiettivo di ristrutturare una casa in stato di abbandono per trasformarla in uno spazio di aggregazione da donare alla comunità di Cassina de' Pecchi. Dal 17 gennaio al 22 febbraio 2018 figurano su Italia 1 a 90 Special, un programma volto a ripercorrere i principali avvenimenti degli anni '90; sempre su Italia 1 il 21 gennaio commentano Saranno Isolani, un prequel della tredicesima edizione de L'isola dei famosi che ha portato a sfidarsi dieci aspiranti naufraghi per un solo posto assieme ai vip in Honduras.
Il 17 dicembre 2019, attraverso il loro account Instagram, annunciano che il loro gruppo è diventato una S.r.l..
Il 22 luglio 2020 creano la prima mappa collaborativa a sostegno degli esercizi commerciali durante la ripresa post lockdown.
A gennaio 2021, nasce theShowLand, la quarantena creativa. Tutto il team theShow si trasferisce in alberghi a conduzione familiare danneggiati dalla pandemia e dunque bisognosi di essere sostenuti.
A marzo 2022 annunciano tramite linkedin di non avere più rapporti commerciali in esclusiva con la loro precedente agenzia, e che sono diventati a tutti gli effetti una realtà indipendente. Sempre lo stesso giorno, viene annunciato il ritorno del format theShowLand Summer Edition, l'esclusiva quarantena creativa nata a gennaio 2021.

## Controversie
Ha scatenato alcune polemiche una candid camera realizzata nel 2014 in cui gli youtuber, armati di mazze da baseball e con il volto coperto da una maschera bianca, circondavano o inseguivano dei passanti inscenando un'aggressione. Il filmato è stato successivamente rimosso da YouTube. 7 anni dopo, attraverso un video pubblicato sul loro canale, hanno raccontato che in pochi si spaventarono realmente e hanno accusato di sensazionalismo i titoli degli articoli di giornale pubblicati all'epoca.
Il 5 giugno 2020 vengono deferiti all’autorità giudiziaria in stato di libertà per usurpazione di titoli, a seguito di uno scherzo a un esercente commerciale, dove si sono finti assistenti civici del comune di Milano. A seguito di questo la vice sindaco del comune di Milano, Anna Scavuzzo, li ha duramente criticati per aver usato la propria popolarità a danno della collettività, dichiarando di aspettarsi delle scuse, cosa poi successivamente avvenuta. Nel maggio del 2023 hanno pubblicato un video in cui hanno risposto alle accuse, portando a supporto della loro versione dei fatti anche alcune prove audiovisive.

## Programmi TV
- Quanto manca (Rai 2, 2014)
- Fattore umano (Italia 1, 2015)
- Pechino Express[32] (Rai 2, 2016)
- Nemo - Nessuno escluso (Rai 2, 2017)
- Social House (Rai 4, 2017)
- Prank and the City (MTV, 2017)
- 90 Special (Italia 1, 2018)
- Saranno isolani (Italia 1 e VideoMediaset, 2018)
- Deal With It - Stai al gioco (NOVE, 2019)
- Game of Games - Gioco Loco (Rai 2, 2021)
- Alessandro Borghese - Celebrity Chef (TV8, 2023)
- Quei cattivi ragazzi (DMAX, (dal 2023)

## Webserie
- The Lady - ep. 3x01 (2017)

## Videoclip
- Non c'è due senza trash – Fedez (2015)
- Andiamo a comandare – Fabio Rovazzi (2016)
- Supereroi – Giorgio Vanni (2018)

## Libri
- Alessio Stigliano e Alessandro Tenace, Fallo. Il futuro è nelle tue mani, collana Biblioteca umoristica Mondadori, Milano, Mondadori, 2016, ISBN 978-88-04-66462-8.